# Reusenfallen
Die Reusenfallen (Genlisea) sind eine Pflanzengattung in der Familie der Wasserschlauchgewächse (Lentibulariaceae). Die etwa 29 Arten sind fleischfressende Pflanzen und in der Neuen Welt sowie in Afrika und Madagaskar verbreitet.

## Beschreibung

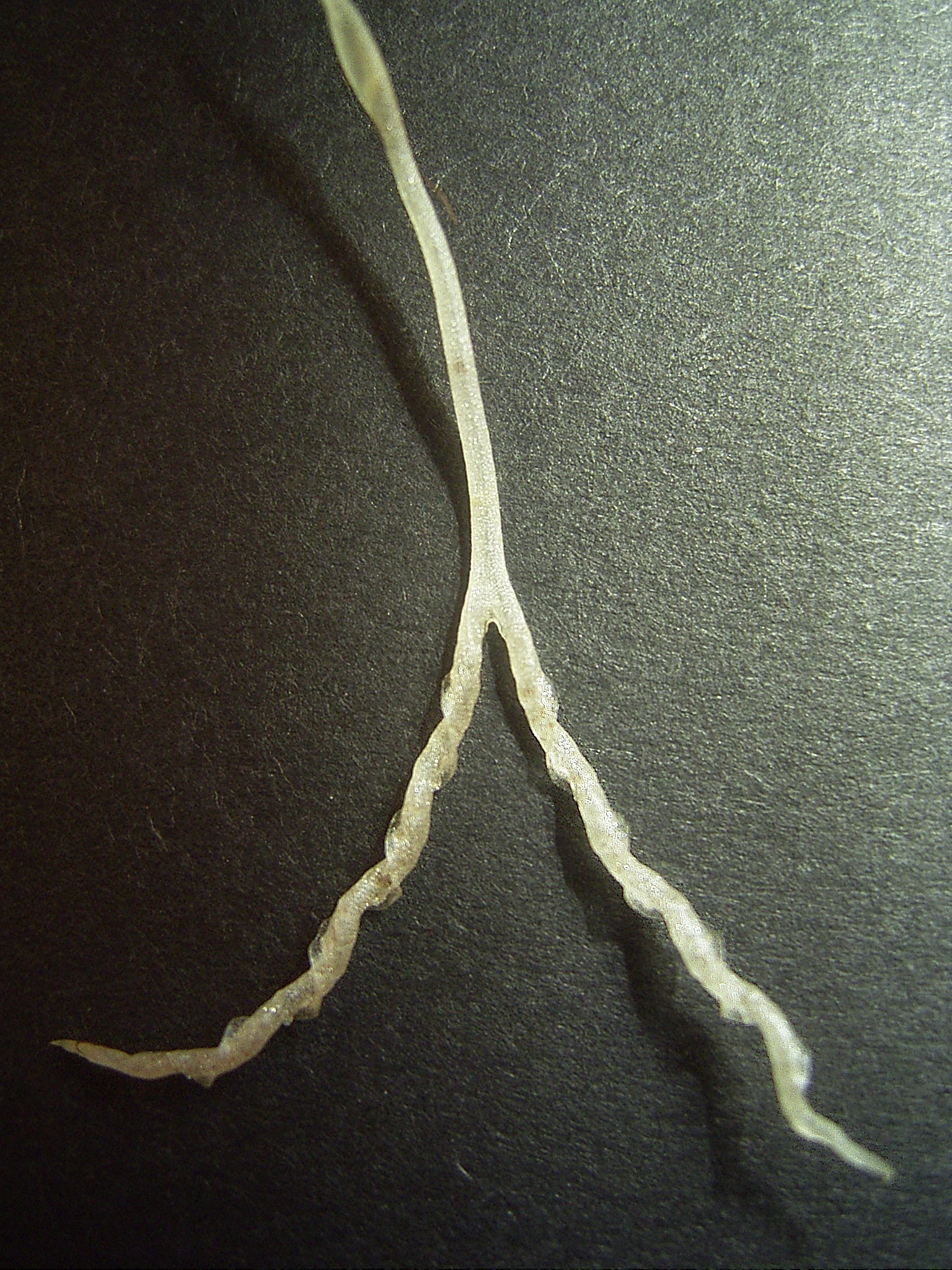
Rhizophyll von Genlisea violacea

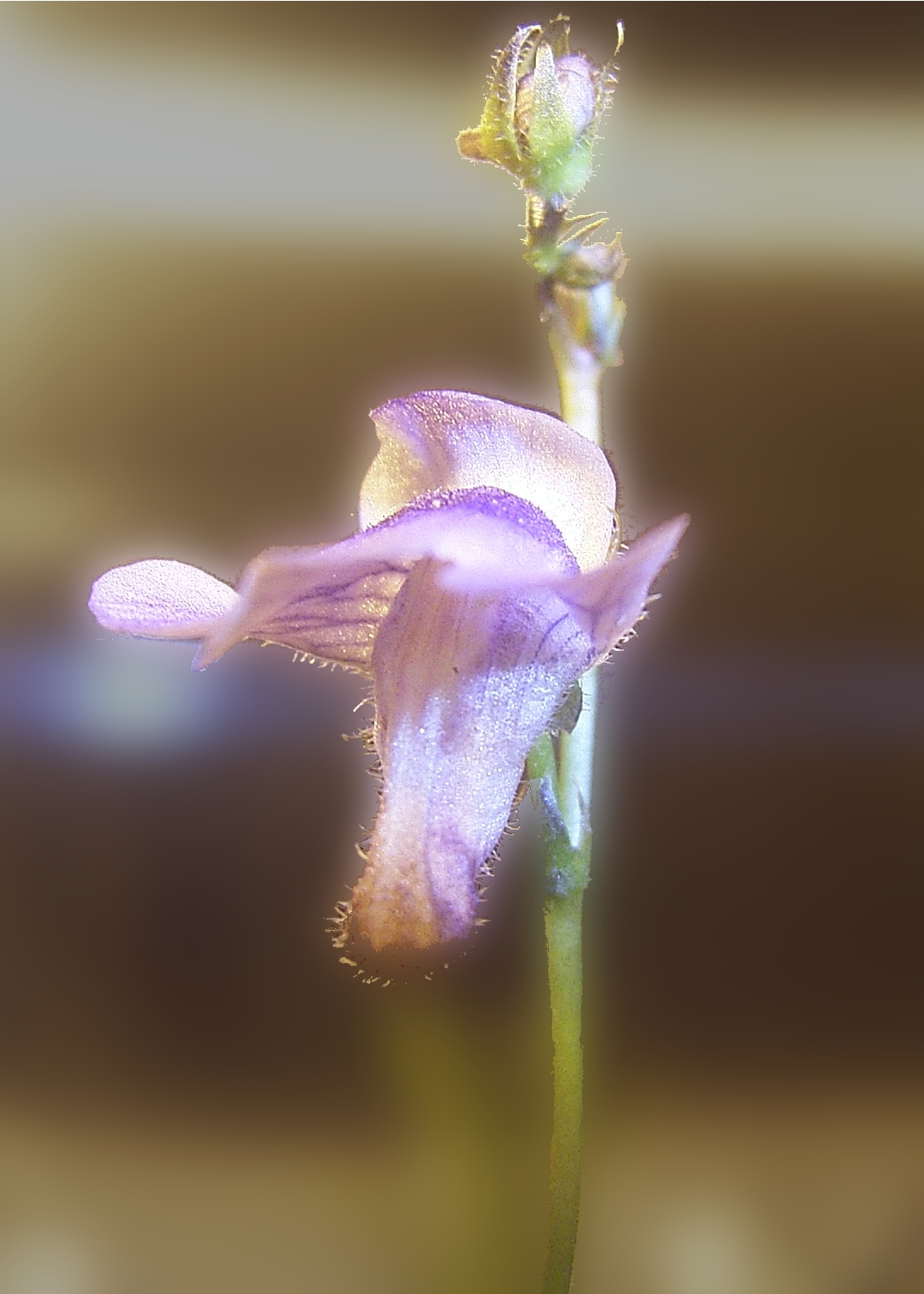
Blüte von Genlisea subglabra

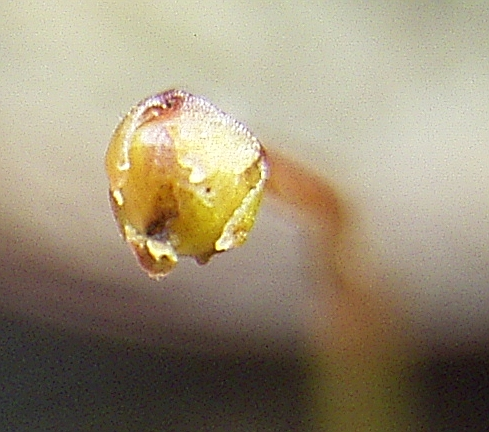
Kapselfrucht von Genlisea repens

Insgesamt unterscheiden sich die Arten der Gattung Genlisea nur wenig voneinander.

### Erscheinungsbild
Reusenfallen-Arten sind wurzellose, rosettenförmige, einjährige oder mehrjährige krautige Pflanzen. Die Blattrosetten haben einen Durchmesser von 1 bis 8 Zentimetern, die Blütenstände sind bis 50 cm hoch. Ein erheblicher Teil der Blätter wächst unterirdisch und dient dem Beutefang.

### Blätter
Zwei Blatttypen sind zu unterscheiden, nämlich die oberirdischen assimilierenden grünen Blätter und die bleichen, wurzelähnlich aussehenden unterirdischen Fallen, die Reusenblätter („Rhizophylle“).
Die oberirdischen Blätter stehen in einer Rosette, sind hellgrün und 3 bis 50 Millimeter lang. Sie sind meist spatelförmig, vereinzelt spatelförmig-verkehrt-eiförmig; ihre Oberfläche ist glatt und ohne sichtbare Nervatur. Bei manchen Arten wie zum Beispiel Genlisea aurea sind die Blätter mit einem schleimigen Sekret überzogen, dessen Funktion noch unklar ist.

### Fallen
Die Fallen sind eigentlich unterirdische Blätter, sogenannte Rhizophylle, also von einem Rhizom ausgehende Blätter. Die Pflanzen locken ihre Beute wahrscheinlich durch chemische Lockstoffe an, die von den Rhizophyllen abgegeben werden. Bei der Beute handelt es sich um Wimpertierchen, Fadenwürmer und andere kleine Bodenbewohner. Arten mit größeren Blasen erbeuten aber auch Strudelwürmer und Wenigborster.
Die Rhizophylle haben die Form eines umgedrehten Ypsilons, wobei die beiden Arme jeweils korkenzieherartig verdreht sind; entlang des „Gewindes“ sind schlitzförmige Öffnungen verteilt. Zuvor aber verdickt sich der Stiel nach mehreren Millimetern in eine Blase, die die Funktion eines Verdauungsorgans hat. Zwischen den Gewinden und der weiter oben gelegenen Blase ist das Rhizophyll hohl und in Kammern unterteilt, die durch gerichtete Härchen voneinander getrennt sind. Die gerichteten Härchen erlauben den einmal durch die Öffnung eingedrungenen Beutetieren nur die Bewegung in Richtung der Blase, daher der deutsche Name „Reusenfalle“. In der Blase und auch in der übrigen Falle sitzen Drüsen, die der Verdauung der Beute dienen. Es ist unklar, warum die gelösten Nährstoffe nicht wieder aus der Falle heraussickern; vermutet wurden unter anderem schwache Unterdrücke, die die Fallen wie Pumpen wirken lassen würden.
Die bereits von Charles Darwin vermutete Karnivorie der Gattung Genlisea wurde erst 1998 definitiv belegt.

### Blütenstände und Blüten
Die Blütenstandsschäfte ragen mit bis zu 50 Zentimetern Höhe wie bei allen Karnivoren weit über die Pflanze selbst hinaus. An ihrem Ende tragen sie traubenförmige Blütenstände mit bis zu vier Blüten.
Die zwittrigen Blüten sind zygomorph. Die Blüten sind meist violett oder (bei einigen amerikanischen Arten) gelb und gespornt.

### Früchte und Samen
Die Früchte sind kleine runde Kapselfrüchte. Die Art, wie die Früchte sich öffnen, um die Saat freizugeben, die Dehiszenz, dient als Unterscheidungsmerkmal der beiden Untergattungen (siehe unten): Die Kapselfrüchte von Arten der Untergattung Tayloria öffnen sich entlang länglicher Schlitze, bei den Kapselfrüchte der Untergattung Genlisea hingegen hebt sich die Spitze der Kapselfrucht am Ende eines spiralförmigen Einschnitts ab. In den Früchten sind einige wenige kleine Samen enthalten. Die Samen sind nur kurze Zeit keimfähig.

## Verbreitung
Genlisea-Arten gedeihen in den Tropen. Ihre Verbreitungsgebiete sind gleichmäßig zum einen Afrika und Madagaskar sowie zum anderen Mittel- und Südamerika. Die Untergattung Tayloria (siehe unten) ist dabei in ihren Vorkommen auf Ostbrasilien beschränkt. Keine der Arten kommt auf beiden Kontinenten vor. Anders als bisher angenommen, ist diese evolutionäre Trennung nicht auf das Auseinanderdriften der früher zusammengehörigen Kontinente zurückzuführen (Gondwanatheorie), sondern auf nachträgliche Verbringung einer Stammform von Afrika nach Südamerika.

Reusenfallen (Genlisea), Verbreitungskarte

### Afrika
In Afrika sind zehn Arten beheimatet; das Hauptvorkommen findet sich im Raum Sambia, Simbabwe, Mosambik und Malawi, von wo es bis nach Angola sowie Madagaskar ausstrahlt. Weitere kleine Verbreitungsgebiete existieren entlang der zentralafrikanischen Küste und im äußersten Westafrika (Guinea, Sierra Leone, Guinea-Bissau, Elfenbeinküste). Interessant ist dabei die Umgehung der hauptsächlich durch tropische Regenwälder bestimmten Länder Zentralafrikas (Demokratische Republik Kongo, Ruanda, Burundi).

### Amerika
Das Zentrum der Vorkommen in der Neotropis ist der Nordosten Südamerikas, hier vor allem Brasilien. Von den elf amerikanischen Arten finden sich dort neun, davon vier als Endemiten. Im benachbarten Venezuela sind sieben Arten beheimatet, zwei endemisch. Nebenvorkommen finden sich in Guyana, Kolumbien, Bolivien und Paraguay, nach Norden hin strahlt die Gattung über Zentralamerika (Honduras) noch bis zu den Inseln Trinidad und Kuba aus.

## Standortbedingungen
Alle Arten besiedeln hauptsächlich extreme, nährstoffarme und humusarme, feuchte bis nasse Standorte vor allem auf Inselbergen und Ferricreten (Eisenkrustenböden), in denen sie häufig gemeinsam mit anderen Karnivoren (insbesondere Wasserschläuchen und Sonnentauen), aber auch Vertretern der Eriocaulaceae, Xyridaceae und Burmanniaceae vorkommen. Daneben finden sich Reusenfallen aber gelegentlich auch in Weißsandsavannen oder Sümpfen, einige wenige semi-aquatische Arten wie Genlisea repens bevorzugen Gewässerränder als Lebensraum.
Da die Inselbergareale, in denen die meisten Arten beheimatet sind, seltene Lebensräume darstellen, sind die Arten zwar selten, sie sind jedoch nicht als bedroht anzusehen.

## Systematik
Die Gattung Genlisea wurde 1883 durch Auguste Saint-Hilaire in Voyage dans le District des Diamans, 2, S. 428 aufgestellt. Der botanische Gattungsname Genlisea ehrt die französische Schriftstellerin Félicité de Genlis (Stéphanie Félicité du Crest de Saint-Aubin, Comtesse de Genlis, Marquise de Sillery) (1746–1830).

### Untergattungen und Arten
Die Gattung Genlisea umfasst etwa 29 Arten. Sie wird nach Fleischmann 2012 in zwei Untergattungen gegliedert: Tayloria und Genlisea. Die letztere wird wiederum in drei Sektionen geteilt wie folgt:
Hier die Liste der Arten und ihre Verbreitung nach WCSP:
- Untergattung Genlisea: Es gibt drei Sektionen:
  - Sektion Recurvatae A.Fleischm., Kai Müll., Barthlott & Eb.Fisch.: Die drei Arten kommen in Afrika und Madagaskar vor:
    - Genlisea margaretae Hutch.: Sie kommt vom südwestlichen Tansania bis Sambia, in Angola und Madagaskar vor.[1]
    - Genlisea glandulosissima R.E.Fr.: Sie kommt vom südwestlichen Tansania bis zum nordöstlichen Sambia vor.[1]
    - Genlisea pallida Fromm & P.Taylor: Sie kommt von Angola bis zum nordwestlichen Sambia vor.[1]

  - Sektion Africanae A.Fleischm., Kai Müll., Barthlott & Eb.Fisch.: Die etwa sechs Arten kommen nur in Afrika vor: Genlisea hispidula

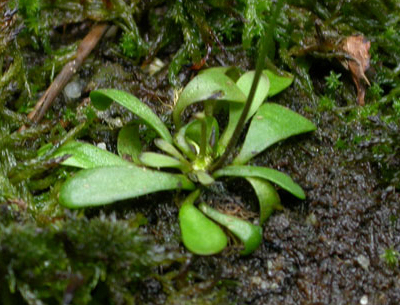
Genlisea hispidula

    - Genlisea hispidula Stapf: Sie kommt vom tropischen bis ins südliche Afrika vor.[1]
    - Genlisea subglabra Stapf (Syn: Genlisea taylorii Eb.Fisch., Porembski & Barthlott): Sie kommt von Burundi bis zum südlichen Tansania und zum östlichen Angola vor.[1]
    - Genlisea stapfii A.Chev.: Sie kommt im westlichen und westlich-zentralen tropischen Afrika vor.[1]
    - Genlisea barthlottii Porembski, Eb.Fisch. & Gemmel: Sie kommt von Guinea bis zur südwestlichen Elfenbeinküste vor.[1]
    - Genlisea africana Oliv.: Sie kommt von Guinea bis Liberia und vom westlichen Tansania bis zum südlichen tropischen Afrika vor.[1]
    - Genlisea angolensis R.D.Good: Sie kommt von der Demokratischen Republik Kongo bis Angola vor.[1]

  - Sektion Genlisea: Die etwa zwölf Arten sind in der Neotropis verbreitet:
    - Genlisea glabra P.Taylor: Sie kommt in Venezuela vor.[1]
    - Genlisea sanariapoana Steyerm.: Sie kommt vom südöstlichen Kolumbien bis zum südlichen Venezuela vor.[1]
    - Genlisea guianensis N.E.Br.: Sie kommt vom östlichen Bolivien bis Brasilien und vom südöstlichen Venezuela bis zum westlichen Guayana vor.[1]
    - Genlisea roraimensis N.E.Br.: Sie kommt vom südlichen Venezuela bis zum westlichen Guayana und nordwestlichen Brasilien vor.[1]
    - Genlisea aurea A.St.-Hil.: Sie kommt in zwei Varietäten in Brasilien vor.[1]
    - Genlisea filiformis A.St.-Hil.: Sie kommt von Mexiko bis Brasilien und im westlichen Kuba vor.[1]
    - Genlisea nigrocaulis Steyerm.: Sie kommt vom südlichen Venezuela bis Guayana und dem zentralen Brasilien vor.[1]
    - Genlisea oxycentron P.Taylor: Sie kommt von der Insel Trinidad bis zum nordöstlichen Brasilien vor.[1]
    - Genlisea pygmaea A.St.-Hil.: Sie kommt vom südöstlichen Kolumbien bis zum südlichen Venezuela und im zentralen Brasilien vor.[1]
    - Genlisea pulchella Tutin: Sie kommt von Venezuela bis Guayana vor.[1]
    - Genlisea repens Benj.: Sie kommt im tropischen Südamerika vor.[1]
    - Genlisea tuberosa Rivadavia, Gonella & A.Fleischm.: Sie kommt im zentralen und östlichen Brasilien vor.[1]

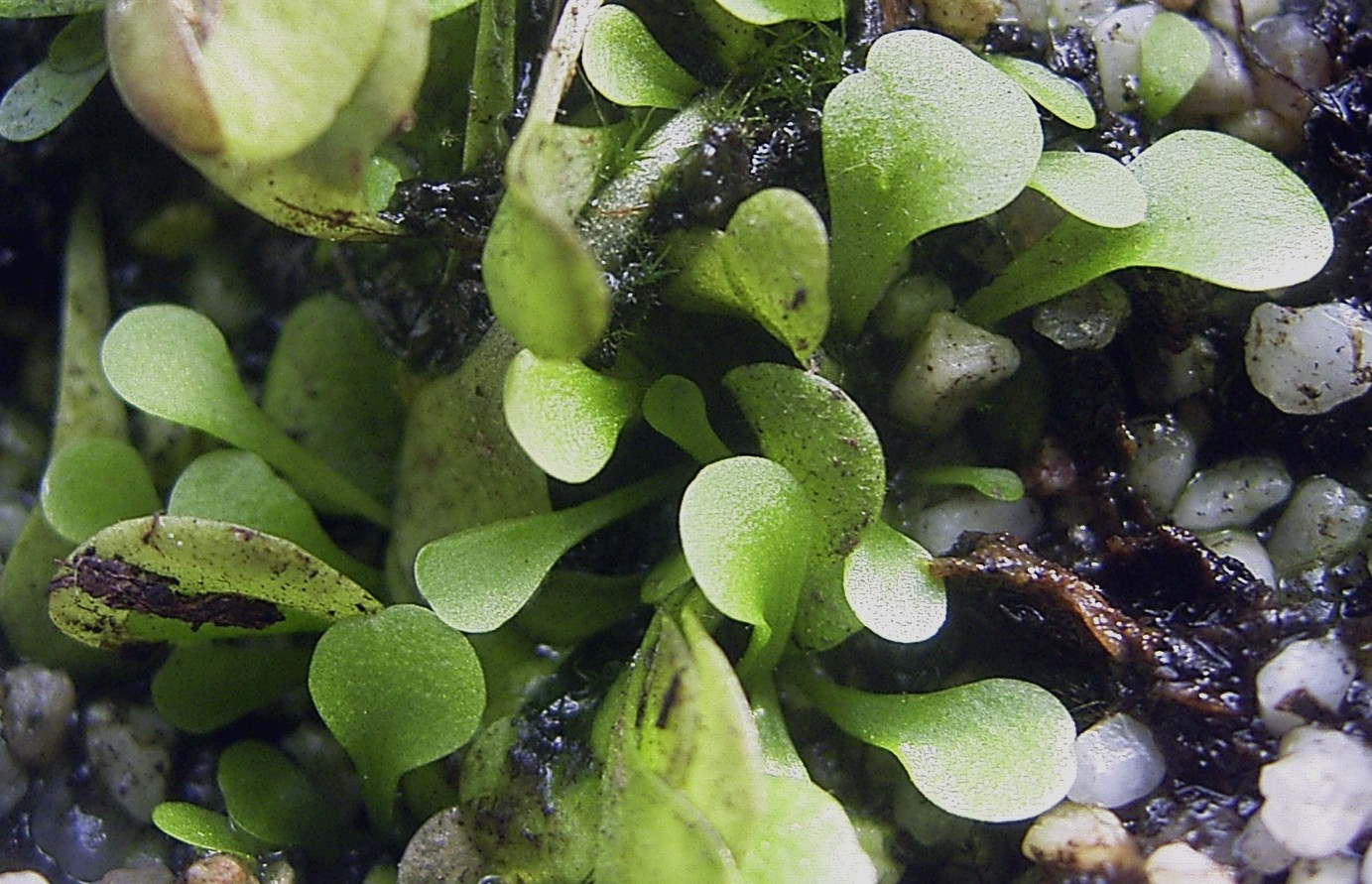
Laubblätter Genlisea violacea

- Untergattung Tayloria (Fromm) Eb.Fisch., Porembski & Barthlott: Die etwa acht Arten kommen nur in Brasilien vor:
  - Genlisea uncinata P.Taylor & Fromm: Sie kommt im brasilianischen Bundesstaat Bahia vor.[1]
  - Genlisea metallica Rivadavia & A.Fleischm.: Sie kommt im brasilianischen Bundesstaat Minas Gerais vor.[1]
  - Genlisea oligophylla Rivadavia & A.Fleischm.: Sie kommt im brasilianischen Bundesstaat Minas Gerais vor.[1]
  - Genlisea flexuosa Rivadavia, A.Fleischm. & Gonella: Sie kommt im brasilianischen Bundesstaat Minas Gerais vor.[1]
  - Genlisea violacea A.St.-Hil.: Sie kommt in den brasilianischen Bundesstaaten Minas Gerais und São Paulo vor.[1]
  - Genlisea lobata Fromm: Sie kommt in Brasilien vor.[1]
  - Genlisea nebulicola Rivadavia, Gonella & A.Fleischm.: Sie kommt im brasilianischen Bundesstaat Minas Gerais vor.[1]
  - Genlisea exhibitionista Rivadavia & A.Fleischm.: Sie kommt im brasilianischen Bundesstaat Bahia vor.[1]

### Phylogenetik
Eine Untersuchung zur Familie der Lentibulariaceae (Müller 2004) berücksichtigte sechs Arten und ergab folgendes vorläufiges Kladogramm:
|  | Afrikanische Gruppe 3 (Genlisea hispidula) |
|  |                                            |
|  | Afrikanische Gruppe 2 (Genlisea stapfii)   |
|  |                                            |

|  | Afrikanische Gruppe 1 (Genlisea margaretae)      |
|  |                                                  |
|  | Südamerikanische Arten der Untergattung Genlisea |
|  |                                                  |

|  | Afrikanische Gruppe 3 (Genlisea hispidula) |
|  |                                            |
|  | Afrikanische Gruppe 2 (Genlisea stapfii)   |
|  |                                            |

|  | Afrikanische Gruppe 1 (Genlisea margaretae)      |
|  |                                                  |
|  | Südamerikanische Arten der Untergattung Genlisea |
|  |                                                  |

|  | Afrikanische Gruppe 3 (Genlisea hispidula) |
|  |                                            |
|  | Afrikanische Gruppe 2 (Genlisea stapfii)   |
|  |                                            |

|  | Afrikanische Gruppe 1 (Genlisea margaretae)      |
|  |                                                  |
|  | Südamerikanische Arten der Untergattung Genlisea |
|  |                                                  |

|  | Afrikanische Gruppe 3 (Genlisea hispidula) |
|  |                                            |
|  | Afrikanische Gruppe 2 (Genlisea stapfii)   |
|  |                                            |

|  | Afrikanische Gruppe 1 (Genlisea margaretae)      |
|  |                                                  |
|  | Südamerikanische Arten der Untergattung Genlisea |
|  |                                                  |

Die nächsten Verwandten der Reusenfallen sind die Wasserschläuche.

### Genetik
Mit 63,4 Mbp für Genlisea margaretae bzw. 63,6 Mbp für Genlisea aurea enthält die Gattung die beiden Arten mit den kleinsten bekanntesten Genomen aller bedecktsamigen Pflanzen. Bemerkenswert ist auch die Größe der einzelnen Chromosomen, die sich mit 2,1 Mbp für Genlisea aurea in den Größenordnungen von Bakterien bewegen.

## Verwendung
Ab den frühen 1990er Jahren kamen die ersten Arten bei Karnivorenliebhabern vereinzelt in Kultur. Ähnlich wie ihre Verwandten, die Wasserschläuche, führen sie in entsprechenden Sammlungen jedoch meist ein Schattendasein. Ansonsten wird die Gattung vom Menschen nicht genutzt.

## Weiterführende Literatur
- Wilhelm Barthlott, Stefan Porembski, Eberhard Fischer, Björn Gemmel: First protozoa-trapping plant found. In: Nature. Band 392, Nr. 6675, 1998, S. 447, doi:10.1038/33037.